# Medina (četrt)
Medina (iz arabsko مدينة, latinizirano: madīnah, dob. ''mesto'') je zgodovinsko okrožje v številnih severnoafriških mestih, ki pogosto ustreza staremu obzidanemu mestu. Izraz izvira iz arabske besede, ki preprosto pomeni 'mesto'.
Običajno je utrjena (kazba) in prepredena z labirintom ozkih ulic, ima številne fontane, palače in mošeje. Zaradi zelo ozkih ulic, širokih tudi le en meter, so pogosto zaprte za avtomobilski promet, ponekod tudi za motorističen in kolesarski promet. Zaradi tega so te četrti edinstvene v gosto naseljenih urbanih središčih in pritegnejo največ turistov, saj ponujajo pogled na nekdanji način življenja v starih mestih, kako so ljudje živeli stoletja, s staro arhitekturo in načinom trgovanja.
Vendar so se medine v zadnjih sto letih močno spremenile. Številne manjše medine v južni Tuniziji so bile popolnoma opuščene. Thomas Veser v svojem članku meni, da če se bo ta razvoj nadaljeval, bo »Medina v dogledni prihodnosti verjetno popolnoma izgubila vlogo osrednjega referenčnega sistema magrebske družbe«.
Več medin je UNESCO razglasil za svetovno dediščino, na primer medine:
| leto | Medina v mestu | država   |
| ---- | -------------- | -------- |
| 1981 | Fes            | Maroko   |
| 1985 | Marakeš        | Maroko   |
| 1996 | Meknes         | Maroko   |
| 1997 | Tetouan        | Maroko   |
| 2001 | Essaouira      | Maroko   |
| 1979 | Tunis          | Tunizija |
| 1988 | Sousse         | Tunizija |
| 1988 | Kairouan       | Tunizija |
| 1993 | Zabid          | Jemen    |
| 1986 | Alepo          | Sirija   |

## Zgodovinsko ozadje
Pred vzponom in vdorom evropske kolonialne vladavine v severno Afriko je bila regija dom številnih večjih mest, ki so bila dolga stoletja središča kulture, trgovine in politične moči.
V Alžiriji je francosko osvajanje, ki se je začelo leta 1830 in državo pripeljalo pod kolonialni nadzor, povzročilo znatno uničenje urbanega tkiva njenih zgodovinskih mest. Kolonialna vladavina je privedla tudi do razgradnje številnih tradicionalnih urbanih institucij, motenj lokalne kulture in celo do določene stopnje depopulacije skozi čas. V primerjavi s sosednjimi državami je manj mest v Alžiriji ohranilo svojo predkolonialno urbano strukturo, vendar so bili pomembni ostanki ohranjeni v zgodovinskih mestih, kot so Alžir, Tlemcen, Nedroma in Constantine, pa tudi v številnih saharskih mestih. V Alžiru je bil večji del zgodovinskega spodnjega mesta porušen in preoblikovan po evropskih vzorcih po francoskem osvajanje. Edini del starega mesta, ki je ostal razmeroma nedotaknjen, je bilo zgornje mesto, ki je vsebovalo citadelo (kazba) in nekdanjo rezidenco vladarjev, zato je postalo znano kot Kazba Alžira.
Usoda tradicionalnih obzidanih mest v Tuniziji in Maroku, ki so v naslednjih sto letih prav tako prišla pod francosko kolonialno oblast, je bila precej drugačna. Francoska osvojitev Tunizije se je zgodila leta 1881 in povzročila ustanovitev francoskega protektorata, medtem ko nominalno obdrži obstoječo tunizijsko monarhijo. V Tuniziji so Francozi na splošno zgradili nova načrtovana mesta (Villes Nouvelles) zunaj uveljavljenih zgodovinskih mest. Ta nova načrtovana mesta so bila skoraj izključno naseljena z evropskimi kolonisti, medtem ko je avtohtono prebivalstvo pretežno prebivalo v starih okrožjih, kar je povzročilo določeno stopnjo rasne segregacije v kolonialnem obdobju. Nekatere francoske asimilacijske politike, kot so priča v Alžiriji, so izvajali tudi v Tuniziji. V Tunisu je bilo staro mesto ohranjeno, vendar je bilo fizično povezano z evropskim mestom, kar je olajšalo nadzor, medtem ko so bili njegovi tradicionalni gospodarski in upravni sistemi marginalizirani, zaradi česar je bilo odvisno od evropskih okrožij. Najpomembnejša ohranjena zgodovinska mesta ali medine danes vključujejo mesta Tunis, Kairouan, Mahdia, Sfax in Sousse.
V Maroku je pogodba iz Fesa ustanovila še en francoski protektorat nad to državo leta 1912. Prvi francoski rezidenčni general v Maroku, Hubert Lyautey, je imenoval Henrija Prosta za nadzor nad urbanim razvojem mest pod njegovim nadzorom. Ena od pomembnih kolonialnih politik z dolgoročnimi posledicami je bila odločitev, da se v veliki meri odreče razvoju obstoječih zgodovinskih mest in jih namerno ohrani kot območja zgodovinske dediščine, medine. Francoska uprava je znova zgradila nova načrtovana mesta zunaj starih obzidanih mest, kjer so evropski naseljenci večinoma prebivali s sodobnim udobjem v zahodnem slogu. To je bil del širše »politike združevanja«, ki jo je sprejel Lyautey in ki je podpirala različne oblike posredne kolonialne vladavine z ohranjanjem lokalnih institucij in elit, v nasprotju z drugimi francoskimi kolonialnimi politikami, ki so favorizirale asimilacijo. Želja po ohranitvi zgodovinskih mest je bila tudi skladna z enim od trendov v evropskih idejah o urbanističnem načrtovanju v tistem času, ki je zagovarjal ohranitev zgodovinskih mest v Evropi – ideje, ki jim je bil Lyautey sam naklonjen. Strokovnjakinja Janet Abu-Lughod je trdila, da so francoske mestne politike in predpisi ustvarili nekakšen urbani apartheid med avtohtonimi maroškimi urbanimi območji – ki so bila prisiljena stagnirati v smislu urbanega razvoja – in novimi načrtovanimi mesti, ki so bila večinoma poseljena z Evropejci in se razširili na podeželska zemljišča zunaj mesta, ki so jih prej uporabljali Maročani. To ločitev so deloma omilili bogati Maročani, ki so se v kolonialnem obdobju začeli seliti v Villes Nouvelles.

## Seznam medin

### Alžirija
- Kazba v Alžiru, medina, imenovana po svoji trdnjavi
- Kazba Dellys

### Libija
- Derna
- Ghadames
- Gharjan
- Hun
- Murzuk
- Tripoli
- Vadan
- Tazirbu
- Bengazi

### Maroko
- Asilh
- Casablanca
- Chefchaouen
- Essaouira
- Fes el Bali, prva medina v Fesu (ki velja za eno največjih mestnih območij brez avtomobilov na svetu[13])
- Fes Dždid, druga medina v Fesu
- Marakeš
- Meknes
- Rabat
- Salé
- Tanger
- Taroudant
- Taza
- Tetouan

### Tunizija
- Hamamet
- Kairouan
- Monastir
- Sfax
- Sousse
- Tozeur[14]
- Tunis